# Менесес, Хосе
Хосе Арольдо Менесес Гонсалес (исп. José Haroldo Meneses González; род. 8 сентября 1980) — гватемальский легкоатлет, специалист по бегу на короткие дистанции. Выступал на профессиональном уровне в 1996—2003 годах, победитель и призёр ряда крупных международных стартов, участник летних Олимпийских игр в Сиднее.

## Биография
Хосе Менесес родился 8 сентября 1980 года. Выходец из спортивной семьи, в частности его старший брат Оскар Менесес тоже добился успеха в лёгкой атлетике, представлял Гватемалу в спринтерских дисциплинах.
Впервые заявил о себе в лёгкой атлетике на международном уровне в сезоне 1996 года, когда вошёл в состав гватемальской сборной и выступил на юношеском первенстве Центральной Америки и Карибского бассейна в Сан-Сальвадоре, где в дисциплинах 100 и 200 метров стал серебряным и бронзовым призёром соответственно.
В 1997 году на международном турнире в Мексике с личным рекордом 10,62 выиграл серебряную медаль в зачёте бега на 100 метров. В беге на 200 метров завоевал серебряную награду на Центральноамериканских играх в Сан-Педро-Сула.
В 1998 году бежал 100 метров на юниорском мировом первенстве в Анси, стартовал в эстафете 4×100 метров на Центральноамериканских и Карибских играх в Маракайбо.
В 1999 году участвовал в программе эстафеты 4×100 метров на Панамериканских играх в Виннипеге, занял в финале шестое место.
Продолжал спортивную карьеру во время учёбы в Христианском университете Абилина, состоял в университетской легкоатлетической команде ACU Wildcats, с которой успешно выступал на различных студенческих соревнованиях в США.
В 2000 году на соревнованиях в Абилине финишировал вторым и установил свой личный рекорд в беге на 200 метров — 21,80. Благодаря череде успешных выступлений удостоился права защищать честь страны на летних Олимпийских играх в Сиднее — в эстафете 4×100 метров на предварительном квалификационном этапе вместе с соотечественниками Роландо Бланко, Хосе Тиноко и братом Оскаром показал время 39,34, чего оказалось недостаточно для выхода в финал.
В 2001 году отметился выступлением в эстафете 4×100 метров на домашнем чемпионате Центральной Америки и Карибского бассейна в Гватемале, в финал не вышел.
Завершил спортивную карьеру по окончании сезона 2003 года.